# Чемпионат Африки по самбо 2022
Чемпионат Африки по самбо 2022 года прошёл в городе Яунде (Камерун) 16-18 июля. Генеральным партнером турнира была компания «Роснефть». В рамках чемпионата прошли также соревнования по пляжному самбо. Столица Камеруна уже принимала континентальный чемпионат по самбо в 2014 году.
В соревнованиях приняли участие представители 15 стран. Камерунские самбисты завоевали в общем зачёте 16 медалей (8 золотых, 4 серебряные и 4 бронзовые). Второй была команда Марокко (6 золотых, 1 бронзовая), третьей — команда Египта (2 золотые, 1 серебряная, 7 бронзовых). Команда Камеруна была также сильнейшей в каждом из видов программы: среди мужчин, женщин и в боевом самбо.
10 августа по инициативе президента Камеруна Поля Бийи состоялось чествование членов сборной этой страны, в ходе которой 25 спортсменов и руководителей национальной федерации самбо были удостоены орденов. Награды вручил министр спорта Нарцис Муэль Комби. Церемония прошла в Мультиспортивной арене Яунде, где за несколько недель до этого прошёл континентальный чемпионат.

## Медалисты

### Мужчины
| Весовая категория | Золото                              | Серебро                       | Бронза                                                                                  |
| ----------------- | ----------------------------------- | ----------------------------- | --------------------------------------------------------------------------------------- |
| до 58 кг          | Яссер Бухессуне · Марокко           |                               | Кришма Бетубана · Центральноафриканская Республика Джуниор Хунзонлин · Республика Конго |
| до 64 кг          | Франк Бенойт Мейонг Ондоа · Камерун | Мохамед Камара · Кот-д’Ивуар  | Кристофер Кояя · Центральноафриканская Республика Мухтар Мустафа Сайед · Джибути        |
| до 71 кг          | Яссин Омари · Марокко               | Юссуф Диалло · Мали           | Роджер Ндонго · Камерун Абдельрахман Эламир · Египет                                    |
| до 79 кг          | Франк Джуниор Молаки · Камерун      | Кодио Аканабо Новиков · Того  | Арно Наилло-Бессимбай · Центральноафриканская Республика Ахмед Дарвиш · Египет          |
| до 88 кг          | Абдерауф Буррегида · Алжир          | Абубакар Садоу · Нигер        | Нджима Раул · Камерун Мохамед Эльбадави · Египет                                        |
| до 98 кг          | Жерар Мишель Ванлир Ндам · Камерун  | Адаму Мумуни Махамаду · Нигер | Мохамед Габр · Египет                                                                   |
| свыше 98 кг       | Жульен Клод Томбу · Камерун         | Абдул Рашид Адаму · Нигер     | Брахим Мухий · Марокко                                                                  |

### Женщины
| Весовая категория | Золото                         | Серебро                        | Бронза                                                   |
| ----------------- | ------------------------------ | ------------------------------ | -------------------------------------------------------- |
| до 59 кг          | Жозеф Эмилин Эссомбе · Камерун | Рахима Саад Хассан · Джибути   |                                                          |
| до 65 кг          | Санаа Мандар · Марокко         | Резуг Амина Дуниязед · Алжир   | Люси Флорин Амина Фоку · Камерун Марем Эльхатиб · Египет |
| до 72 кг          | Самах Ис Абделлатеф · Египет   | Фалон Вивиьен Нинджу · Камерун |                                                          |

### Боевое самбо
| Весовая категория | Золото                          | Серебро                                                   | Бронза                                                    |
| ----------------- | ------------------------------- | --------------------------------------------------------- | --------------------------------------------------------- |
| до 58 кг          | Селестин Мбида Занга · Камерун  | Пема Милисен Тупу · Гвинея                                | Сэйнт Кир Когбатагнава · Центральноафриканская Республика |
| до 64 кг          | Юссеф Фаут · Марокко            | Стефан Нгуиджой · Камерун                                 | Сайфелдин Эльгарва · Египет Мусса Кейта · Гвинея          |
| до 71 кг          | Уильям Селестин Фокам · Камерун | Дибрин Гарба Нгамбонго · Центральноафриканская Республика | Эмануэль Педро Лукас · Ангола                             |
| до 79 кг          | Бадреддин Диани · Марокко       | Франко Роджер Окуа · Камерун                              | Радич Лубаки · Республика Конго                           |
| до 88 кг          | Мустафа Мукнай · Марокко        | Верон Матэу Айисси Бессала · Камерун                      | Махмуд Иссам · Египет Билал Бенчих · Алжир                |
| до 98 кг          | Сейду Нджимулу · Камерун        | Халед Абдалфтах · Египет                                  |                                                           |
| свыше 98 кг       | Халед Заки · Египет             | Халиду Майнассара Адаму · Нигер                           | Альфа Тиерри Милла · Камерун                              |

## Командный зачет

### Женщины
1. Камерун
2. Египет
3. Марокко

### Мужчины
1. Камерун
2. Марокко
3. Алжир

### Боевое самбо
1. Камерун
2. Марокко
3. Египет